# Medmassa lesserti
Medmassa lesserti là một loài nhện trong họ Corinnidae.
Loài này thuộc chi Medmassa. Medmassa lesserti được Embrik Strand miêu tả năm 1916.